# Appleseed Alpha
Appleseed Alpha (anche noto come Appleseed α) è un film d'animazione del 2014 realizzato in computer grafica diretto da Shinji Aramaki. È il terzo film di fantascienza diretto da Aramaki e ispirato al manga Appleseed di Masamune Shirow. Il film è ambientato prima degli eventi del primo film Appleseed costituendo anche un reboot della saga per via di alcuni elementi diversi della storia.

## Trama
Siamo nel XXII secolo e Deunan Knute col suo compagno Briareos sono una coppia di soldati sopravvissuti alla terza guerra mondiale in cerca della leggendaria città di Olympus, l'ultimo baluardo di speranza per il genere umano.
I due sono costretti a lavorare come mercenari per un criminale cyborg che detiene il comando a New York e che si fa chiamare Due-corna. Il rapporto tra Deunand Briareos e Due-corna si complica appena il criminale si rifiuta di pagare la coppia di mercenari vista la sfortunata conclusione di un'ultima missione da lui assegnata. Matthews, un medico e meccanico, cerca di aiutare Briareos con l'interfaccia del suo corpo meccanico, che pare abbia sempre più problemi. Deunan vorrebbe ricominciare una nuova vita iniziando la ricerca della terra promessa Olympus, ma sa che per impedire a Briareos di morire ha bisogno di continuare a lavorare per Due-Corna, che quindi offre loro un nuovo impiego: liberare un'area da alcuni droni senza controllo che bloccano la strada a eventuali forniture che potrebbero arrivare in città.
Deunan e Briareos arrivano sul posto e sono in procinto di eliminare i droni, ma ad un tratto un veicolo viene attaccato dai droni e la coppia si appresta a salvare le persone che erano a bordo. Distrutti i droni e salvato due persone, Deunan e Briareos incontrano un umano per metà Cyborg di nome Olson, ed una giovane ragazza di nome Iris. Si scopre poco dopo che i droni sono stati mandati da un certo cyborg di nome Talos, che arriva con la sua compagna Nyx a bordo di un velivolo, solo per fermare la missione di Olson e Iris. Non trovandoli, Talos e i suoi cominciano la ricerca allontanandosi dalla zona. Olson propone di aggiustare i danni subiti da Briareos per sdebitarsi del salvataggio. Olson svela loro di essere venuto in missione da Olympus, così Deunan chiede al compagno di aiutarli. Briareos accetta seppur non fidandosi di loro, mentre Deunan insiste sul fare domande a Iris sulla loro missione segreta.
Talos Nyx e i suoi arrivano a New York chiedendo a Due-corna chi abbia abbattuto i droni visto che è lui al comando nella zona. Gli viene anche chiesto di Iris ma quando non gli risponde, Talos ordina a Nyx di eliminarlo. La cyborg fa esplodere l'edificio ma Due-corna sopravvive e decide di radunare un gruppo per trovare Deunan e Briareos, sospettando che lo abbiano tradito facendo il suo nome a Talos. Nel frattempo Deunan e Briareos raggiungono un nascondiglio dove Iris racconta di essere una bioroide mandata in missione da Olympus. Deunan confessa alla giovane di voler ricominciare una nuova vita e le chiede di poter unirsi a loro, mentre Briareos preferisce avere cautela non fidandosi ancora di Iris e Olson. Deunan racconta la loro storia e di come abbiano perso ogni scopo di vita riducendosi a mercenari che vogliono solo sopravvivere, senza nessun altro scopo.
Il gruppo viene attaccato da Due-Corna. Briareos cerca di distrarli mentre Deunan e Olson portano Iris al sicuro. Infine però è proprio grazie all'aiuto di Iris che Briareos riesce a distruggere il mezzo di Due-corna. Il cyborg però sopravvive, Olson salva Briareos conquistando la sua fiducia ma alla fine dello scontro arriva il velivolo di Talos che allontana Due-corna e i suoi e infine rapisce Olson ed Iris, i quali vengono interrogati da Nyx per sapere dove sia la cosiddetta "arma". Talos spara ad Olson per far parlare Iris, la quale confessa tutto al cyborg che però uccide Olson sparandogli ancora e buttandolo giù dal velivolo.
Due-corna decide di lasciar perdere Deunan e Briareos per vendicarsi del vero responsabile delle sue disgrazie: Talos. Deunan e Briareos trovano il corpo di Olson, il quale custodiva il documento digitale sulla loro missione segreta, che Briareos inserisce nella sua banca dati scoprendone la natura. I due così si affrettano ad inseguire Talos, sapendo ora la destinazione di Iris. La giovane bioroide viene portata in un bunker costruito durante la guerra, dove è custodito un drone gigantesco dal potenziale bellico illimitato: l'arma di distruzione di massa definitiva. Talos la vuole usare per cancellare Olympus mentre Olson e Iris erano stati mandati per distruggerla, poiché soltanto la bioroide è in grado di usare il drone essendo stata costruita per quello scopo. Briareos e Deunan arrivano nel bunker per fermare Talos, ma quando sembra che stiano per avere la peggio arrivano Due-Corna e i suoi, compreso Matthews, però Talos manda Nyx a fermarli, e la cyborg si ritrova a combattere contro Briareos mentre Deunan entra in un mecha portato appositamente da Matthews.
Purtroppo però Talos riesce a portare Iris all'interno dell'immenso drone, il quale si attiva ed esce dal bunker cominciando a sparare su New York. Briareos uccide Nyx e sale sul velivolo di Talos pilotato da Matthews, mentre Deunan e Due-corna cercano di salire sul drone per arrivare a Talos, il quale si avvicina sempre più alla città danneggiando il pilota automatico di modo da impedire a Iris di fermare l'avanzata. Con l'aiuto di Due-corna Deunan arriva al pannello di controllo e spara a Talos. Iris dice a Briareos di sparare nel punto debole del drone per distruggerlo mentre lei abbassa gli scudi. All'improvviso Talos si rialza e attacca Deunan, il cyborg però viene ucciso da Iris la quale lo schiaccia sotto una porta chiudendosi nella sala comandi del drone. La bioroide decide di sacrificarsi poiché se uscisse dalla sala non potrebbe tenere abbassati gli scudi per far sì che Briareos abbia la possibilità di distruggere il drone dall'esterno, così espelle Deunan fuori dal drone e abbassa gli scudi dicendo a Briareos di sparare.
Distrutto il drone, Deunan e Briareos si ritrovano. Due-corna decide di lasciarli in pace e Matthews regala alla ragazza il mecha datole prima. I mercenari tornano a New York per rimediare ai danni subiti dal drone mentre Deunan e Briareos si allontanano su di un veicolo alla ricerca di Olympus, trovando così finalmente uno scopo nella vita.